# Свети Георги (Кабасница)
Вижте пояснителната страница за други значения на Свети Георги.
„Свети Георги“ (на гръцки: Aγίου Γεωργίου) е възрожденска православна църква в леринското село Кабасница (Проти), Егейска Македония, Гърция. Храмът е Леринската, Преспанска и Еордейска епархия.
Църквата е гробищен храм, разположен в северния край на селото. Построена е в 1858 година и е един от най-забалежителните храмове в района. Има ценен възрожденски иконостас, икони, както и стенописи в олтара и наоса.